# 坂道 (小説)
坂道（さかみち）は、壺井栄の小説である。1952年（昭和27年）に『母のない子と子のない母と』とともに、第2回芸術選奨文部大臣賞を受賞した。

## 作品解説
児童を対象とする短編で、中央公論社から発行されていた月刊誌『少年少女』1951年（昭和26年）6月号に発表された。発表当初の題は『坂途』であったが、後に『坂道』と改題した。1952年（昭和27年）3月には、10編の短編を収録した同名の短編集が中央公論社から刊行された。
家族や親戚の血縁のある人々との交流を描いた『柿の木のある家』よりも視野を広げ、血縁のない他人である人物と交流する家族の姿をとらえている。主人公の道子の視点から物語が進行しているが、物語の中心になっているのは道子の家に下宿することになった堂本である。両親と別れて生きることになった彼が、善意によって堂本を助けようとする道子や彼女の家族の力を得て「苦難の坂道をなんとかしてのぼりきろうとする」姿が描かれている。
また、道子や彼女の家族のような人々とは異なる存在である屋敷の主人や巡査が登場することで、堂本自身が一介の労働者だと意識せざるを得ない場面もあり、従来の壷井の作品とは異なる局面を見せている。そして、屋敷の主人からうかがえる「金持ちのエゴイズム」や巡査からうかがえる「官僚性」と対比しながら、堂本や道子の家族の正義感が描かれている。

## あらすじ
終戦して間もない頃、道子の家に父の親友の息子である堂本と名乗る青年がやって来た。父が満州で行方不明になった上に、堂本とともに日本に帰って来た母も故郷の大分で病死したことで、身寄りがなくなってしまったためである。道子の家も両親と道子の他に、道子の弟たちにあたる一夫と次男（つぐお）とタケ坊の3人の息子がいる。父は屑屋、母は内職で生計を立てているので余裕はないが、堂本を引き取る。父の屑屋を手伝う堂本には、夜間の大学に入って勉強したいという夢があった。
1年後、念願の大学に入学することになった堂本は、さらに勉強に打ち込むために道子の家の近所にある部屋に引越しをすることにした。道子と一夫と次男とタケ坊は堂本とともに荷物を大八車に積み、堂本がどこかからもらって来た子犬のチビ公も連れて、新しく住む部屋に向かう。みんなで声を掛け合って進む上り坂の途中で、大きな屋敷の犬に吠えられ、道子の手を抜けたチビ公は屋敷の犬に噛まれてしまう。坂道で車を引く手を放せない堂本は、付近にいた飼い主と思われる老女に穏便に注意するが聞き入れようとはしないため、怒鳴ってしまう。すると屋敷の主人が現れ、人だかりも出来るほどの騒ぎになる。
そこにやって来た巡査は主人に事情を聞くが、主人は動物愛護週間であることを理由に堂本の言動を批判する。そして堂本にも事情を聞く巡査は、屑屋と名乗った堂本に非礼を詫びるように諭す。ところが一夫は、謝るのは堂本でなくて主人だとつぶやく。結局、老女が謝ったことで騒動は収まるが、屑屋でなく学生だと言った方がよかったのではと言う道子に、堂本は自分の家の動物しか愛護しない金持ちよりも屑屋の方が立派だと言う。上り坂が続く中、道子たちは再び声を掛け合いながら新しく住む部屋へ向かう。

## 評価
これまでにも中学校の国語の教科書や、文学教材に用いられているが、坪田譲治は壷井が書いてきた数ある童話の中でも「屈指の作品」と評価している。その坪田が選考委員を務めていた第2回芸術選奨文部大臣賞の審査にて、小説や評論を始めとする文学一般が対象となっている中、同じく壷井の手がけた『母のない子と子のない母と』とともに賞の候補に上がった。
審査員の間でどちらの作品にも賞を与えようと意見は一致したものの、どちらの作品を前面に出すべきかで議論となった。『坂道』を主として『母のない子と子のない母と』は付属とみなすべきだという意見と、反対に『母のない子と子のない母と』を主として『坂道』は付属とみなすべきだという意見に分かれたが、最終的に『母のない子と子のない母と』を主に評価されて受賞となった。